# Nuova Elettronica
Nuova Elettronica è stata una rivista italiana fondata da Giuseppe Montuschi nel 1969 a Bologna dalle ceneri della rivista Elettronica Mese. Si occupava di hobbistica elettronica, divulgazione nell'ambito tecnico scientifico, elettromedicale e didattico, con un'impostazione pedagogica e popolare.

## Caratteristiche
La rivista fu venduta nelle edicole e tramite abbonamento, e dal 2011 anche in PDF e come app per iPad.
Essa non conteneva pubblicità, se non occasionalmente e nei primi numeri, ma si finanziava interamente con i proventi editoriali e con la vendita dei kit di montaggio dei progetti pubblicati, che, a seconda della complessità, potevano essere venduti già montati e completi di tutto, oppure con parti e accessori acquistabili separatamente. Più recentemente, alcuni progetti di tipo elettromedicale furono disponibili sia come kit tradizionale che in versione preassemblata e marchiata CE; per i kit assemblati dai clienti la certificazione poteva essere ottenuta in un secondo tempo.
Ogni progetto pubblicato era accompagnato sia da una spiegazione del funzionamento del circuito, sia della procedura di montaggio; inoltre, veniva offerto un servizio di assistenza post-vendita per risolvere problemi di funzionamento dei kit a causa di errori di montaggio o tolleranze dei componenti.
La quasi totalità dei progetti veniva realizzata dai suoi tecnici in più laboratori sparsi per l'Italia; la rimanente parte veniva creata con l'aiuto di collaboratori esterni o degli stagisti durante il periodo di praticantato presso il Centro Ricerche Elettroniche, che faceva da supporto alla rivista. Occasionalmente veniva pubblicata la rubrica Progetti in Sintonia, contenente circuiti proposti dai lettori corredati da una breve descrizione.
Giuseppe Montuschi morì nel dicembre del 2009 all'età di 82 anni e la società venne ceduta alla figlia insieme a Leonardo Righini, già da tempo direttore responsabile.
Le pubblicazioni proseguirono con i consueti numeri (allora giunti al №242) e un supplemento sulla diatermia, una pratica della medicina alternativa priva di validazione scientifica. Già nel corso degli anni '80 avevano riscosso un certo successo gli articoli e i kit dedicati alla magnetoterapia.
Il numero 248 portò un nuovo design alla rivista, con una marcata aggiunta di articoli storico-divulgativo-editoriali nonché sostituendo la precedentemente minima quantità di elementi grafici decorativi ed i caratteristici titoli degli articoli a centro pagina in carattere blu e nero.
Con il numero 250 di settembre-ottobre 2012 si conclusero definitivamente le pubblicazioni della rivista. Fu l'unico numero con due copertine e leggibile da entrambi i lati; per circa l'80%, la rivista era occupata dai soliti progetti realizzabili tramite kit ma rovesciando il fascicolo e partendo dall'ultima di copertina si accedeva al primo capitolo, che non ebbe seguito, del nuovo corso di elettronica Nuova Elettronica Junior, presentato da un personaggio denominato Prof Watt e con un'impostazione più popolare del precedente Imparare l'elettronica partendo da zero.
Il 14 novembre 2013 il Tribunale di Bologna avviò la procedura fallimentare contro il C.R.E. (Centro Ricerche Elettroniche), che ne deteneva i diritti editoriali.
Da febbraio 2014, i numeri telefonici della redazione di Bologna e dell'associata Heltron di Imola  diventarono irraggiungibili; contemporaneamente, il sito internet entrò in "ristrutturazione" e non venne mai più riattivato. Sempre da febbraio, i dipendenti vennero posti in mobilità.

## Visione critica
Numerosi dispositivi definiti "medicali" si basavano sulla magnetoterapia, un genere di medicina alternativa la cui efficacia non è dimostrata da alcuna prova scientifica.
In alcuni progetti erano usate parti non documentate, per esempio moduli premontati o addirittura incapsulati in resina, come per l'accensione catodica per le automobili presentata sulla rivista n.25. Alcuni, in tempi recenti, venivano giustificati con la difficoltà, per una persona poco esperta o non dotata di attrezzature particolari, di montare piccolissimi componenti SMD, oppure con l'impossibilità di effettuare tarature su stadi RF senza disporre di costosi generatori e analizzatori di spettro e di reti; nell'accensione elettronica sulla rivista n.25 del 1972, però, si trova anche una diversa ma sincera giustificazione:
Questo progetto, considerando le spese dei prototipi, il costo dei tecnici, dei collaudatori su strada, della benzina, delle auto ecc., è costato alla nostra redazione qualcosa come 2.000.000 di Lire; non è certo la cifra che ci spaventa, in quanto il tutto è stato speso per offrire ai nostri lettori un progetto valido, come funzionamento e serietà; ciò che ci turba è invece il fatto che  << copiare >>  un qualcosa già fatto non costa tempo e neppure danaro, dato che ci si avvale dell'esperienza di altri.»
Con la diffusione dei microcontrollori (PIC ma anche ST6 e ST7, per i quali furono pubblicati corsi di programmazione), essi furono sempre più utilizzati in vari progetti, ma il codice venne raramente pubblicato, neanche per i progetti più semplici. Viceversa, sarebbe stato molto utile per imparare a scrivere codice per applicazioni pratiche.
Righini giustificò questa pratica affermando che spesso i programmi fossero scritti da terze parti e che Nuova Elettronica non disponesse dei diritti sul codice sorgente.
Un'altra critica riguardò l'uso di componentistica introvabile (quale la base dei tempi MK5009 Mostek del frequenzimetro LX357 sulla rivista 68, ormai fuori produzione) e altri componenti obsoleti quale il Motorola MFC4010A usato nell'LX112 Preamplificatore-compressore sul numero 35-36, senza indicarne l'equivalenza col successore MC3310.

## All'estero
La rivista, seppur mirata al mercato italiano, diede origine a varie collaborazioni internazionali tra cui la sua derivata brasiliana Nova Eletrônica (diretta da Leonardo Bellonzi e pubblicata tra febbraio 1977 ed il 1987),
la rivista francese Electronique et Loisirs (pubblicata tra il 1999 ed il 2019),
nonché la spagnola Nueva Electrónica la quale fu riflessivamente colpita dalla crisi di Nuova Elettronica e fu rilanciata come affiliata di Elettronica In.
Il numero 247 fu pubblicato sperimentalmente anche in lingua inglese, sotto il titolo New Electronic.

## Alcuni progetti speciali

### Microcomputer
Nel 1979 Nuova Elettronica presentò, per prima in Italia, un microcomputer basato sul microprocessore Z80 in scatola di montaggio. Il sistema, privo di un particolare nome ufficiale e popolarmente noto come Z80NE, fu progettato dalla ditta genovese Micro Lg (poi Micro Design), che ne complementò il supporto producendo e distribuendo accessori indipendentemente da Nuova Elettronica nonché gestendo il relativo club per corrispondenza.
Analogamente ad altri microcomputer degli anni settanta, il sistema è basato su un relativamente grande numero di schede da inserire su un backplane, fornendogli una grande modularità: varie configurazioni hardware e software lo rendono alternativamente paragonabile ad una scheda dimostrativa quale il MOS KIM-1 (basato su un'interfaccia esadecimale e sulla programmazione direttamente in linguaggio macchina), ad un home computer basato sul BASIC (commutabile, anche nei comandi, tra italiano ed inglese) e/o sul NE-DOS (sistema operativo derivato direttamente ed illecitamente dal NewDos/80 del Tandy TRS-80), o ad un personal computer professionale con il SONE (Sistema Operativo Nuova Elettronica), compatibile con il CP/M 2.2.
Tale scelta a sua volta influenza la compatibilità con altri accessori, tra cui la memoria di massa: nessuna, audiocassetta, floppy disk, o hard disk SASI da 12 MB della BASF; quest'ultimo, rilasciato nel 1985, costituì l'ultima maggior espansione del sistema.

Alcune configurazioni dello Z80NE sono emulate dal MAME.
A fine 1985, nelle riviste №104-105 e 106, fu pubblicato il computer Delta, un clone dell'Apple IIe.

### Satelliti meteorologici
La rivista ha proposto vari kit modulari relativi alla ricezione dei segnali allora analogici dei satelliti geostazionari Meteosat e successivamente anche dei polari, sia del tipo con uscita in video composito che con interfaccia per PC.
In particolare fu licenziataria per l'Italia del software JVFAX per PC MS-DOS e compatibili, utiizzato per trasmettere e ricevere via radio immagini arbitrarie secondo i principali standard analogici satellitari ed amatoriali.

### Strumenti di misura
Ha anche pubblicato, a partire dall'evento di Chernobyl, sei modelli di contatori Geiger per misurare la radioattività ambientale (l'ultima versione LX.1710 ottenne dall'ENEA la certificazione di un errore del 4% sulla misura della radiazione campione).
Ha presentato un sismografo e vari strumenti per misure elettroniche, come analizzatori di spettro RF, trasmettitori FM per radio private, frequenzimetri, impedenzimetri, conduttivimetri e luxmetri.
Oltre ai progetti digitali che prevedevano l'uso di microcontrollori, la rivista continuò ad occuparsi anche di elettronica analogica, sia ad uso didattico che applicativo.